# Skarga zakochanej
Skarga zakochanej (ang. A Lover's Complaint) – poemat, który przypisuje się Williamowi Shakespeare’owi, jednak autorstwo tego utworu jest przedmiotem sporów.

## Forma i treść
Utwór ten jest zbudowany z 47 strof, po 7 wersów w każdej. Rymy mają układ ababbcc, co sprawia, że budowa tego utworu jest taka sama jak budowa Gwałtu na Lukrecji. Jest to strofa królewska, po angielsku nazywana rhyme royal.
W wierszu narrator dostrzega młodą kobietę, która stoi nad brzegiem rzeki i wrzuca do niej spalone listy, pierścionki i inne miłosne atrybuty. Starszy człowiek, pasterz, pyta ją o powód jej cierpień. Ta odpowiada, że miała kochanka, który najpierw ubiegał się o jej względy, uwiódł ją, po czym zostawił.

## Historia i autorstwo
A Lover's Complaint został początkowo dołączony do pierwszego wydania Sonetów w 1609. Krytycy wątpili jednak, że to Szekspir jest autorem tego utworu. Dzieło to zawiera wiele słów i form, których angielski pisarz nigdy nie stosował. Z drugiej strony, można doszukać się licznych podobieństw między nim a Wszystko dobre, co się dobrze kończy i Miarką za miarkę. 
Jednocześnie A Lover's Complaint może być końcowym ustępem Sonetów, ze względu na obecność młodej kobiety, starszego mężczyzny i uwodzicielskiego zalotnika - podobny trójkąt możemy znaleźć właśnie w Sonetach.